# キトリック・テイラー
キトリック・テイラー（Kitrick Taylor 1964年7月22日- ）はカリフォルニア州ロサンゼルス出身のアメリカンフットボール選手。NFLの5チームで1988年から1993年までプレーした。ポジションはワイドレシーバー。

## 経歴
ワシントン州立大学でジム・ウォルデンヘッドコーチの下でプレーした。3年次の1985年にパントリターナーとしてパシフィック・テン・カンファレンスのオールチームに選ばれた。
1987年のNFLドラフト5巡でカンザスシティ・チーフスに指名された。チーフスでは1988年にWR及びスペシャルチームでプレーした。
1989年は、ニューイングランド・ペイトリオッツで、1990年、1991年はサンディエゴ・チャージャーズ、1992年はグリーンベイ・パッカーズ、1993年はデンバー・ブロンコスでプレー、6シーズンで414レシーブヤードを獲得、1タッチダウンをあげた。
チャージャーズ時代の1990年に対チーフス戦で55ヤードのパントリターンタッチダウンをあげた。
NFLでわずか1タッチダウンレシーブしかあげなかった（パントリターンで2TDあげている。）が、このタッチダウンは1992年9月20日の第4Q残り13秒からブレット・ファーヴから35ヤードの逆転タッチダウンパスである。このパスはファーヴのキャリア初の逆転TDパスとして知られている。テイラーとファーヴは共にチーム練習ではスカウティングチームでプレーしていたが第1Qにグリーンベイ・パッカーズのエースQBドン・マコウスキーが足首の負傷で退場していた。
彼は一躍グリーンベイのヒーローとなったがそれも長く続かずプレイする機会はあまり与えられなかった。シーズン終了後、マイク・ホルムグレンヘッドコーチの元教え子であるロン・ルイスの獲得のためにパッカーズからカットされた。
1993年はデンバー・ブロンコスでプレーした。